# Anna Söderberg (politiker)
Anna Söderberg, född 1867, död 1951, var en svensk socialdemokrat. Hon tillhörde socialdemokratins pionjärer. 
Till yrket var Söderberg strykerska. Hon var en av grundarna till strykerskornas fackförening i Stockholm vid 1890-talets början. År 1892 blev hon även en av grundarna till Allmänna kvinnoklubben. Hon studerade vid Stockholms arbetareinstitut och ska ha inspirerat Ellen Key till bildandet av Tolfterna. 
Söderberg tog initiativ till Allmänna kvinnoklubbens studie av industriarbeterskornas villkor, som genomfördes med hjälp av Lorénska stiftelsen. Därefter genomförde hon flera undersökningar för Lorénska stiftelsen, och fick av dem stipendium för att studera fattigkvarteren i London 1900. Hon var försäkringsagent vid De Förenade. År 1904 studerade hon vid Rand College i New York, och arbetade några år i USA. 
Åren 1917–1921 organiserade Söderberg serveringspersonalen vid Stockholms ölcaféer. Vid partisprängningen inom Socialdemokratiska arbetarepartiet 1917 anslöt hon sig till vänsterflygeln som kom att bilda Sveriges socialdemokratiska vänsterparti (SSV), från 1921 kallat Sveriges kommunistiska parti (SKP), där hon var medlem till sin död. Hon uteslöts ur facket 1939 för sitt uttalade stöd för Sovjetunionen under vinterkriget.